# Vilanova del Vallés
Vilanova del Vallés (en catalán: Vilanova del Vallès) es un municipio y localidad de la comarca del Vallés Oriental, en la provincia de Barcelona, comunidad autónoma de Cataluña, España. También conocido como El Raval o  Vilanova de la Roca antes de su escisión de La Roca del Vallés

## Bandera
La bandera de Vilanova del Vallés es apaisada de proporciones dos de alto por tres de largo, verde, con una faja central blanca y un palo amarillo situado al final del primer tercio, ambos de un grosor de 1/6 de la altura del trapo.
Fue publicada en el DOGC el 18 de diciembre de 1992.

## Núcleos de población
Vilanova del Vallés está formado por dieciséis núcleos o entidades de población. 
Lista de población por entidades:
| Entidad de población | Habitantes (2008) |
| -------------------- | ----------------- |
| Barri Pinxo          | 14                |
| Barri Rodes, El      | 705               |
| Barri Sant Lleïr     | 9                 |
| Bosc Ruscalleda, El  | 60                |
| Ca l'Alegre          | 532               |
| Can Bosc             | 59                |
| Can Cebrià           | 102               |
| Can Jornet           | 51                |
| Can Nadal            | 255               |
| Can Rabassa          | 109               |
| Polígon Vallesà, El  | 190               |
| Roquetes 1, Les      | 198               |
| Roquetes 2, Les      | 50                |
| Vallderiolf          | 50                |
| Vilanova del Vallès  | 2015              |
| Xargall, El          | 60                |

## Demografía
Vilanova del Vallés cuenta con una población de 5632 habitantes (INE 2024).
| Gráfica de evolución demográfica de Vilanova del Vallés entre 1991 y 2021 |
| |
| Población de derecho según los censos de población del INE. Población de hecho según los censos de población del INE.Entre el censo de 1991 y el anterior, aparece este municipio porque se segrega del municipio La Roca. |

| 1322                                           | 1361 | 1530 | 1530 | 1999 | 2169 | 2314 | 2604 | 2932 | 3774 | 4459 | 4797 | 5062 | 5250 | 5217 | 5339 | 5503 |
| (Fuente: Instituto de Estadística de Cataluña) |      |      |      |      |      |      |      |      |      |      |      |      |      |      |      |      |

En 1857 se agregó a La Roca del Vallés, y en 1984 se desagregó en parte de la Roca del Vallés y en parte de Montornés del Vallés.

## Administración
| Periodo   | Nombre                     | Partido                   |
| --------- | -------------------------- | ------------------------- |
| 1979-1983 | Francesc Escalé i Matamala | Independiente             |
| 1983-1987 | Francesc Escalé i Matamala | CDC                       |
| 1987-1991 | Francesc Escalé i Matamala | CDC                       |
| 1991-1995 | Francesc Escalé i Matamala | CDC                       |
| 1995-1999 | Nicolás Alpiste i Garro    | CiU                       |
| 1999-2003 | Oriol Safont i Prat        | UxV-ERC-AM                |
| 2003-2007 | Oriol Safont i Prat        | UxV (Unitat per Vilanova) |
| 2007-2011 | Oriol Safont i Prat        | UxV (Unitat per Vilanova) |
| 2011-2015 | Oriol Safont i Prat        | UxV (Unitat per Vilanova) |
| 2015-2019 | Yolanda Lorenzo i Garcia   | UxV (Unitat per Vilanova) |
| 2019-2023 | Yolanda Lorenzo i Garcia   | UxV (Unitat per Vilanova) |

```
 | Alcalde_12 = Yolanda Lorenzo i Garcia
 | Partido_12 = Impulsem (Impulsem Vilanova)}}
```